# 宜家家居

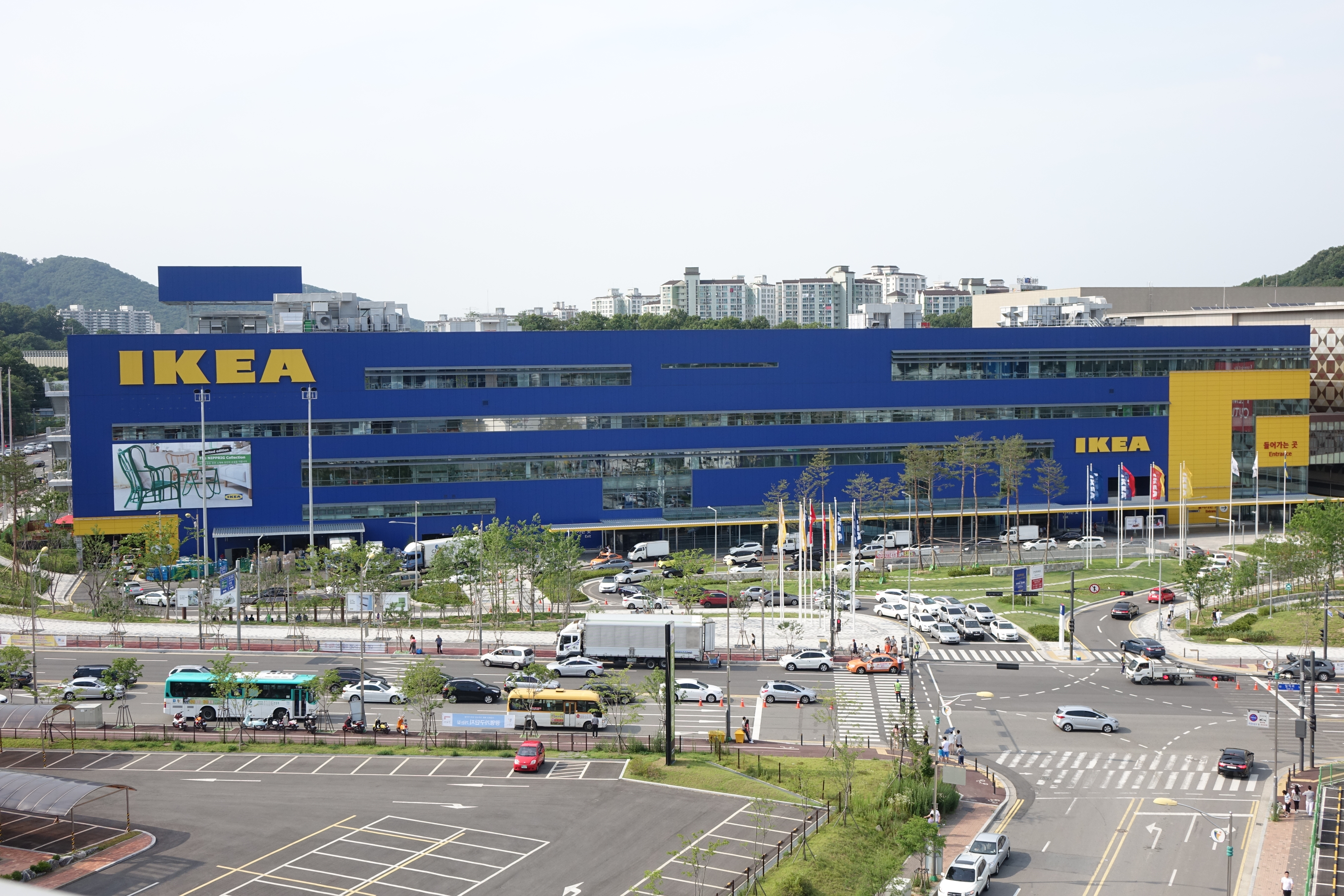
世界上第二大的宜家家居位於韓國首都圈的光明站附近

宜家家居（；瑞典語：[ɪˈkêːa]）是一家來自瑞典的跨國居家用品零售企業，據點分布世界多國，販售平整式包裝的傢具、配件、浴室和廚房用品，宜家在店面內開餐廳以及展覽式的陳列佈局為其十分有名的商業特色。宜家家居並開創以平實價格銷售自行組裝家具的领导品牌，現已成為全球最大的家具零售企业。
宜家家居在1943年由時年17歲的英格瓦·坎普拉於瑞典阿姆胡特創立，目前是由位於的荷蘭Interogo基金會（Interogo Foundation）所擁有的Inter IKEA Systems授權宜家企業集團（IKEA Group）运营。同樣位於荷蘭的Stichting INGKA基金會（Stichting INGKA Foundation）擁有宜家企業集團（IKEA Group）所有股權，后者擁有全球90%的IKEA商店。
2008年之後，宜家成為世界最大的家居量販店企業。截至2019年，宜家家居在全世界的52個國家和地区中擁有433家大型門市，大部分門市位於歐洲，其餘位於美國、加拿大、亞洲和澳洲，擁有211,000名員工。
《宜家家居指南》（英語：IKEA Catalogue）是宜家曾于1951至2021年间每年发行的家居指南，每本约300页，收錄有大約12,000件的商品，號稱是除了《聖經》之外最被廣為散佈的書籍，每年印刷量高達一億本，2013年目錄印行量更達2.08億，是《聖經》一年印行量的兩倍。目前，《宜家家居指南》在全球43个国家以62种语言发行，通過门店及邮寄的方式发行，同时该指南还推出了电子版本及與手機互動的版本。

## 歷史

藍色為設有分店的國家；黃色為計劃中地區；红色表示以前的位置

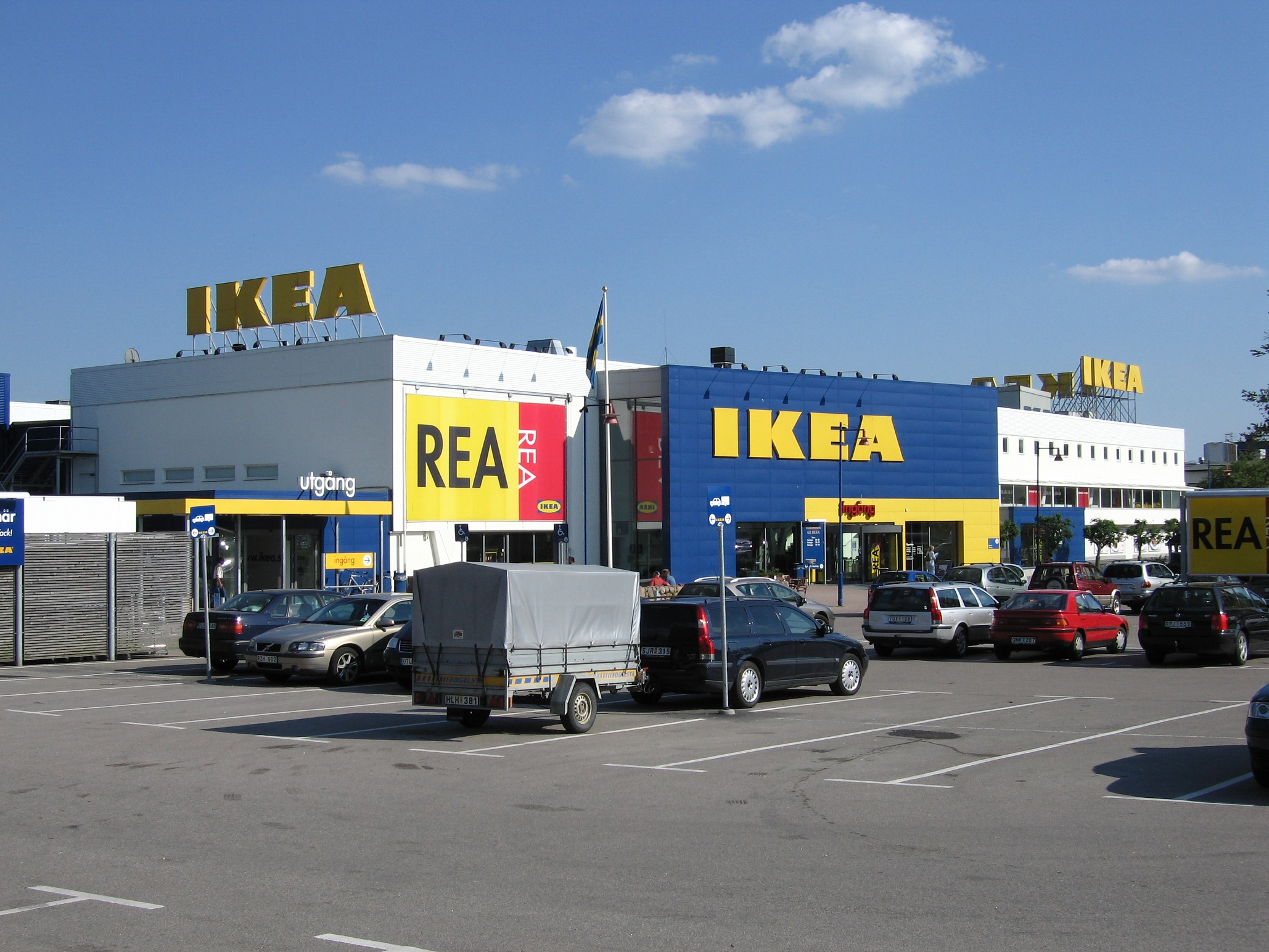
全球首間宜家家居分店，位於瑞典艾尔姆胡尔特市镇

1943年，英格瓦·坎普拉創立了IKEA，當時他年僅17歲。而公司名稱IKEA其實是他個人名字（Ingvar Kamprad）、他生長的農莊名稱埃姆特瑞（Elmtaryd）和村落名稱阿干納瑞（Agunnaryd）的首字母組合。之所以會選擇這樣的組合，可能是因為IKEA接近希臘文的οίκος（oikos，房屋之意）和芬蘭文的oikea（正確）。
當初宜家家居販賣的是鉛筆、皮夾、相框、桌布、手錶、珠寶飾品、尼龍絲襪，或者任何坎普拉德認為有市場需求，而他也能夠提供低廉價格的商品。至於家具，是在1947年才加入宜家家居的商品行列中。1955年，宜家家居開始設計自己的家具。
坎普拉德一開始只是在自己家裡以及透過郵購來販售商品，後來才在鄰鎮艾尔姆胡尔特市镇開了一家店面（今宜家博物館）。艾尔姆胡尔特市镇也是第一間「IKEA倉庫」設立的地方，並成為日後其他地方宜家家居店面的模型。1963年，第一家瑞典國外的門市在挪威奧斯陸附近的阿斯克尔開幕。1970年代又把業務擴展至北美和亞太地區。
1975年，IKEA以「宜家傢俬」的名稱進入香港市場。
1994年，臺灣的宜家家居成立，由怡和取得經營權，後在2002年轉由怡和屬下負責零售業務的子公司牛奶國際經營。
1998年，宜家進入中國大陸市場，並在上海徐匯區設立中國大陸第一家宜家家居商場。
截至2009年，宜家一共在全球25個國家和地區，有267家門店。
2012年4月18日宜家家居推出與電器製造廠TCL集團合作開發、內建多媒體播放設備的家具系列，命名為「UPPLEVA」（瑞典語中的「體驗」之意）。此系列的家具整合無線音響系統與內建的CD/DVD/藍光播放器，以解決居室空間中常見的訊號線纏亂問題，基本產品組合的訂價從6,500瑞典克朗起跳。此系列產品最先是在2012年6月時開始從5個歐洲城市鋪貨，於2013年夏季之前擴展至歐洲七個國家，再推廣至其他市場。
2012年8月9日瑞典宜家家居宣布，以90億歐元（約860億港元）的代價，將商標售予附屬公司，這是宜家首次為商標定價。
2012年10月1日擁有宜家特許經營權的公司Inter IKEA計劃於歐洲建設至少100間廉價酒店，同時積極擴展業務及進軍新市場。廉價酒店不會使用IKEA這個品牌，酒店營運亦非由該公司負責，而是交由國際酒店營運商負責。
2013年3月5日宜家家居母公司Inter IKEA傳夥拍萬豪酒店，以Moxy品牌開拓歐洲廉價酒店市場，計劃未來五年投資5億美元於區內開設約50家酒店。
2013年7月12日菲律賓家具商Blim和宜家家居成立一間各佔六成和四成股份的合資公司，於2021年開設第一家菲律賓門市，入駐位於馬尼拉灣的SM亞洲購物中心。

## 產品

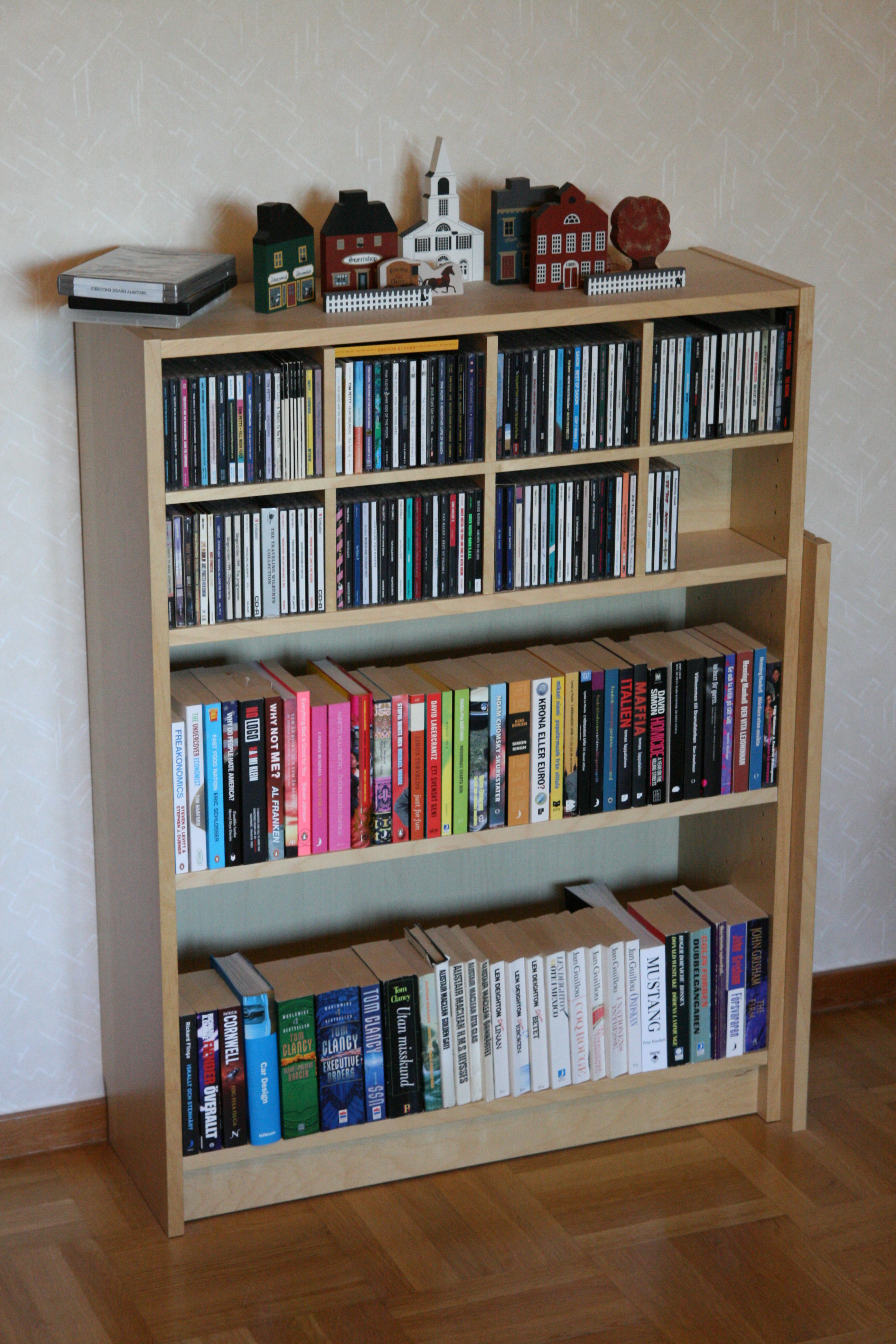
宜家家居毕利書架

宜家家居家具以其富有現代感且不尋常的設計而聞名。其中有很多是被設計成簡單套件，可讓消費者自行組裝的自行組裝家具，這與其他家具店販售的已組裝好的現成家具很不同。這些未組裝或「平整包裝」的家具的體積遠比現成家具小，在包裝、儲存和運送的成本也較低，宜家家居宣稱這樣可以使他們降低產品的價格。
宜家家居的創建者稱他們的設計為「大眾化設計」，意思是宜家家居將製造和設計容為一體的平衡力。這種服務於公共的精神是回應20世紀的人口爆炸與對材料的期許，宜家家居擅長於規模經濟，掌握了材料潮流並且創造出一套降低成本和資源的生產程序，努力使得品質適當的家具普及每個人。這樣的結果是可以生產出具有高度適應力的家具，無論是大型房屋還是為數越來越眾多卻受到忽略的小型寓所，這些家具都能夠改變大小來容納。宜家家居引以為傲的地方，在於它創造了不同於歐美傳統的家具路線，而將焦點放在節約的美學上。
以全世界做為銷售對象的宜家家居家具，他們對於世界觀的獨特見解反應在產品的產地選擇與包裝內組裝說明書的設計。宜家家居的產品雖然大都是由北歐出身的設計師操刀，但實際上的生產地點卻遍及全球各國，消費者只需拿起產品仔細閱讀標籤上的說明，就可以輕易發現整個產地名單像是一個縮小的聯合國，成為採購時另外一種趣味，呼應人人參與的北歐風民主設計，加上全球化的製造與各國市場的客戶參與產品的組裝部分。除此之外，由於銷售地區涵蓋許多語言不同的國家，宜家家居並不像一般廠商以多國語文並列的方式編寫他們的產品說明書，取而代之的他們以簡單的卡通圖畫來編繪組裝步驟說明書，完全避免了語言與文字可能帶來的隔閡。
宜家家居家具系列在世界各地均採用其瑞典名字，有時候連員工也一頭霧水，不懂怎樣讀出這些名稱。但根據英國的《衛報》報道，宜家家居的浴室用品系列多以湖泊命名，廚房用具系列多取男孩名字，臥室用品系列多取女孩名字，睡床系列多以瑞典城市命名。

## 店面設計

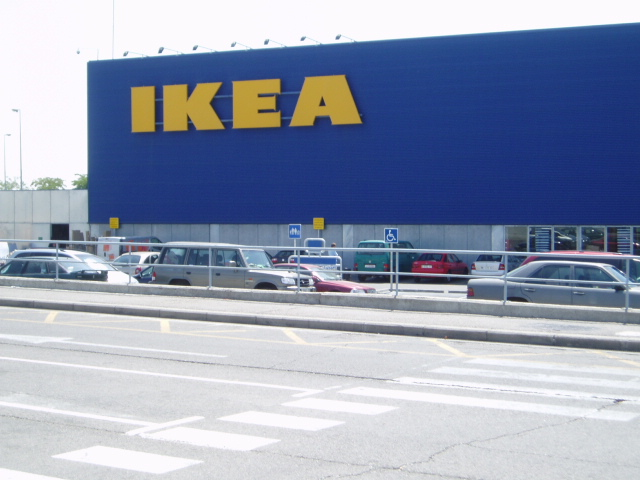
西班牙馬德里分店

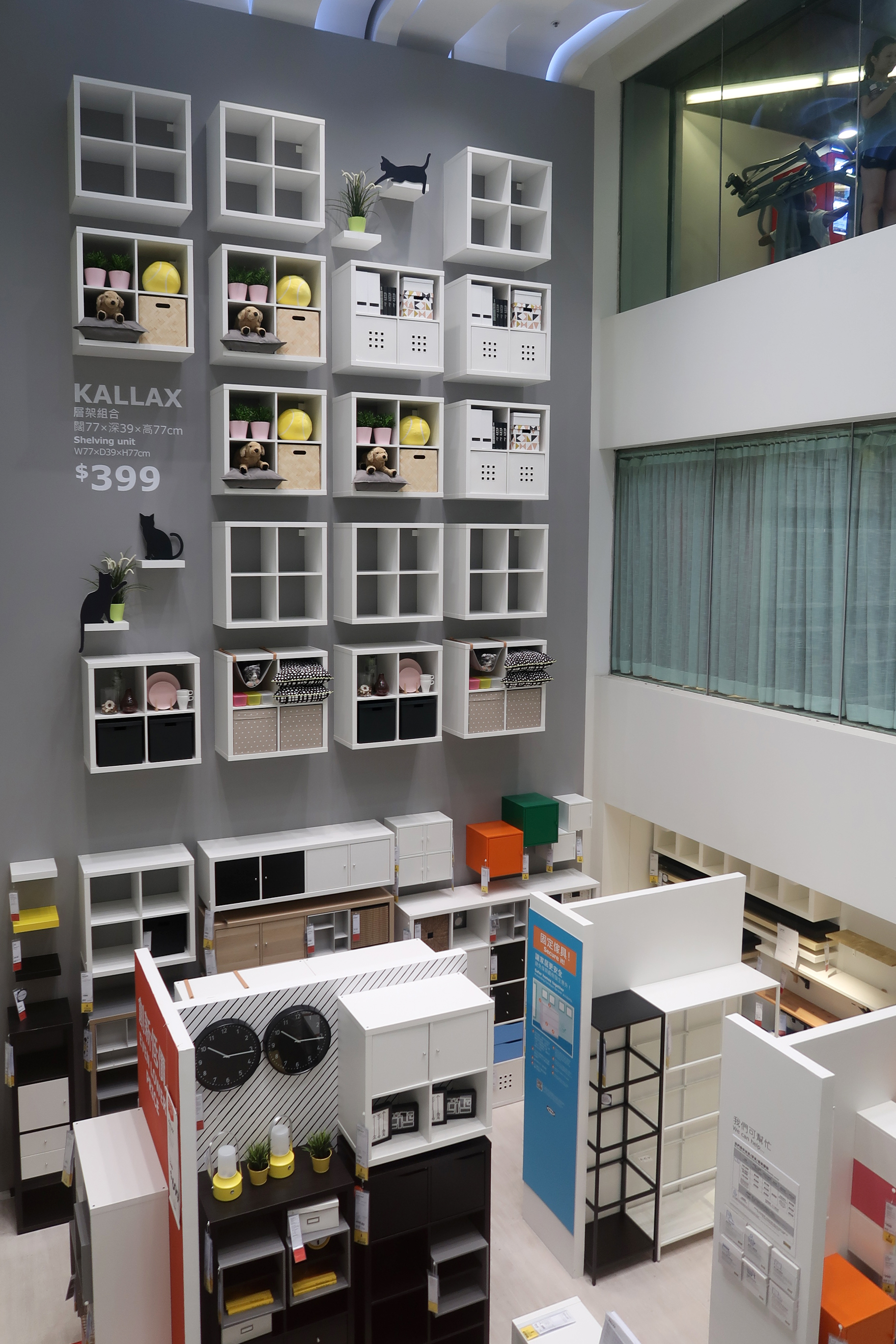
香港宜家家居在荃灣分店，利用中庭擺放家具裝飾

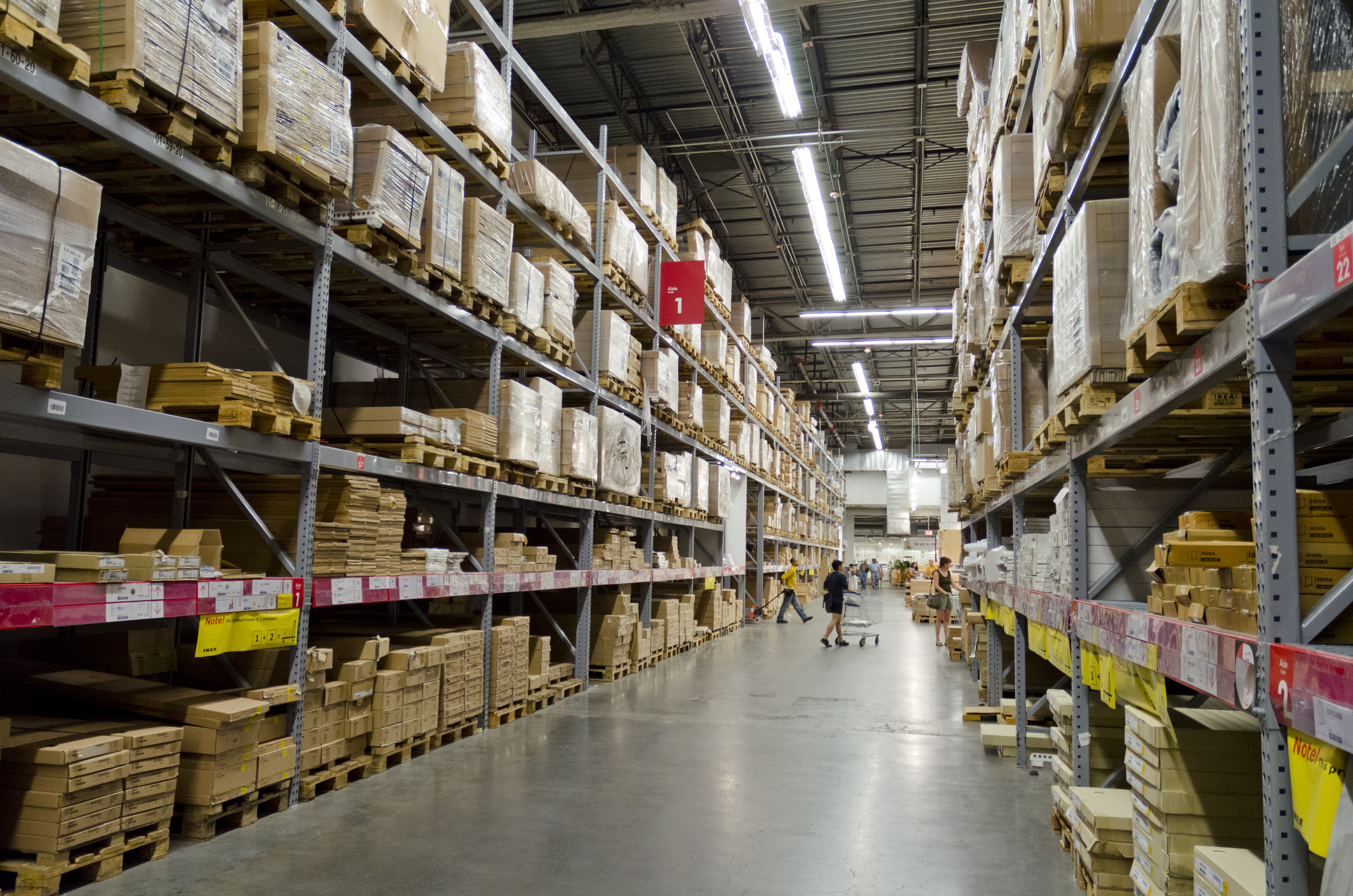
宜家店铺的仓库

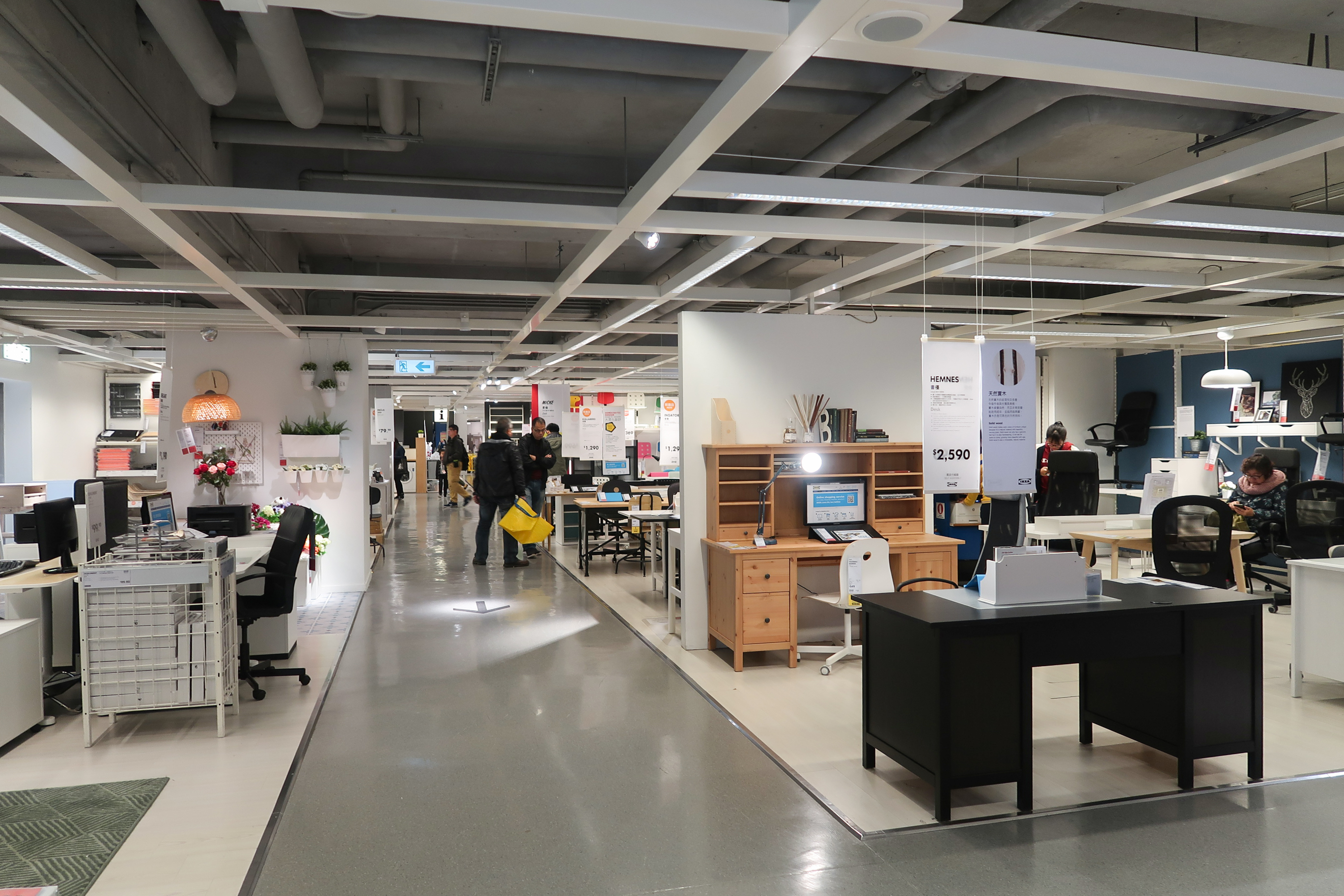
宜家家具樣品展示區

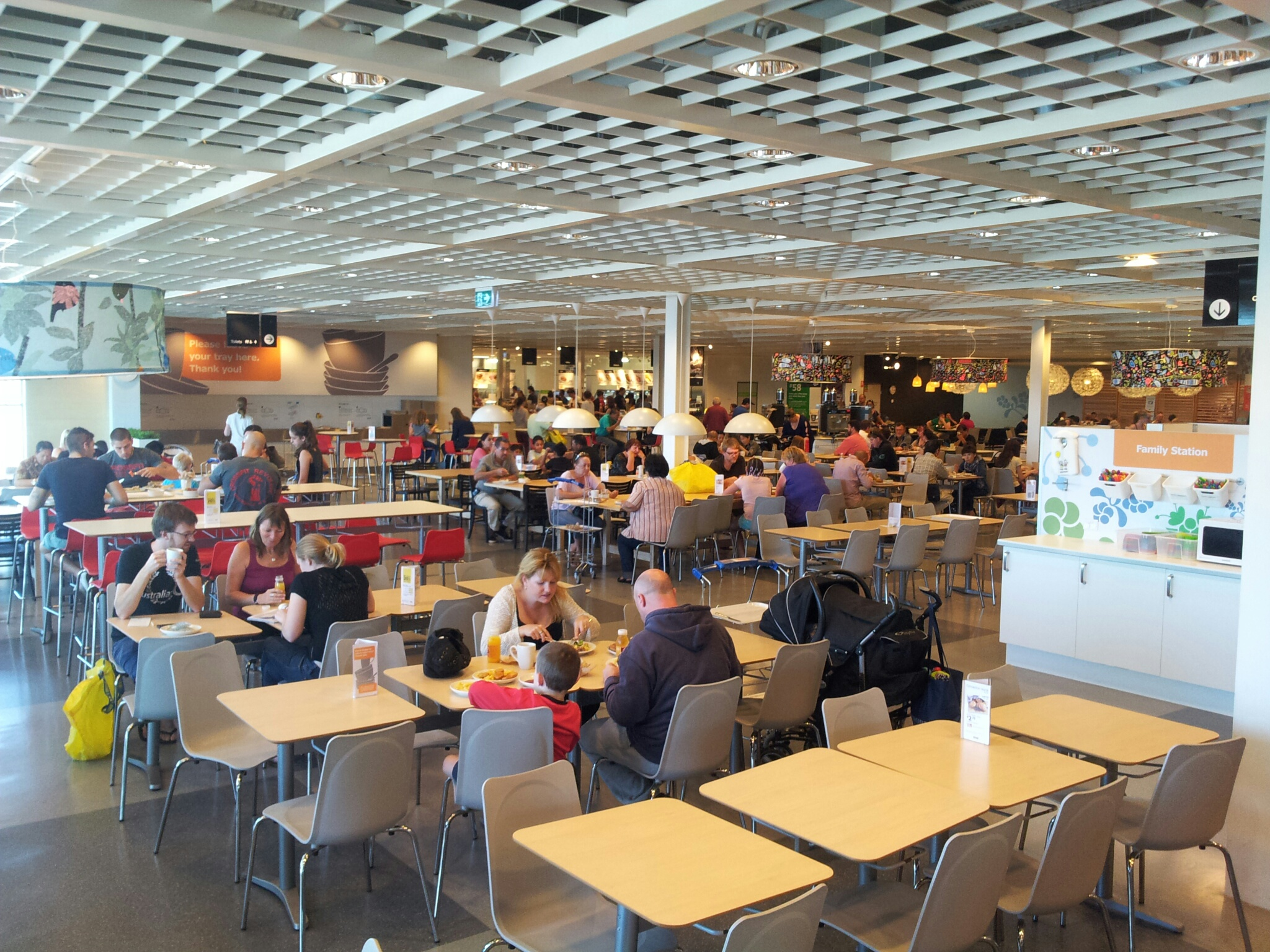
澳洲悉尼宜家顾客餐厅

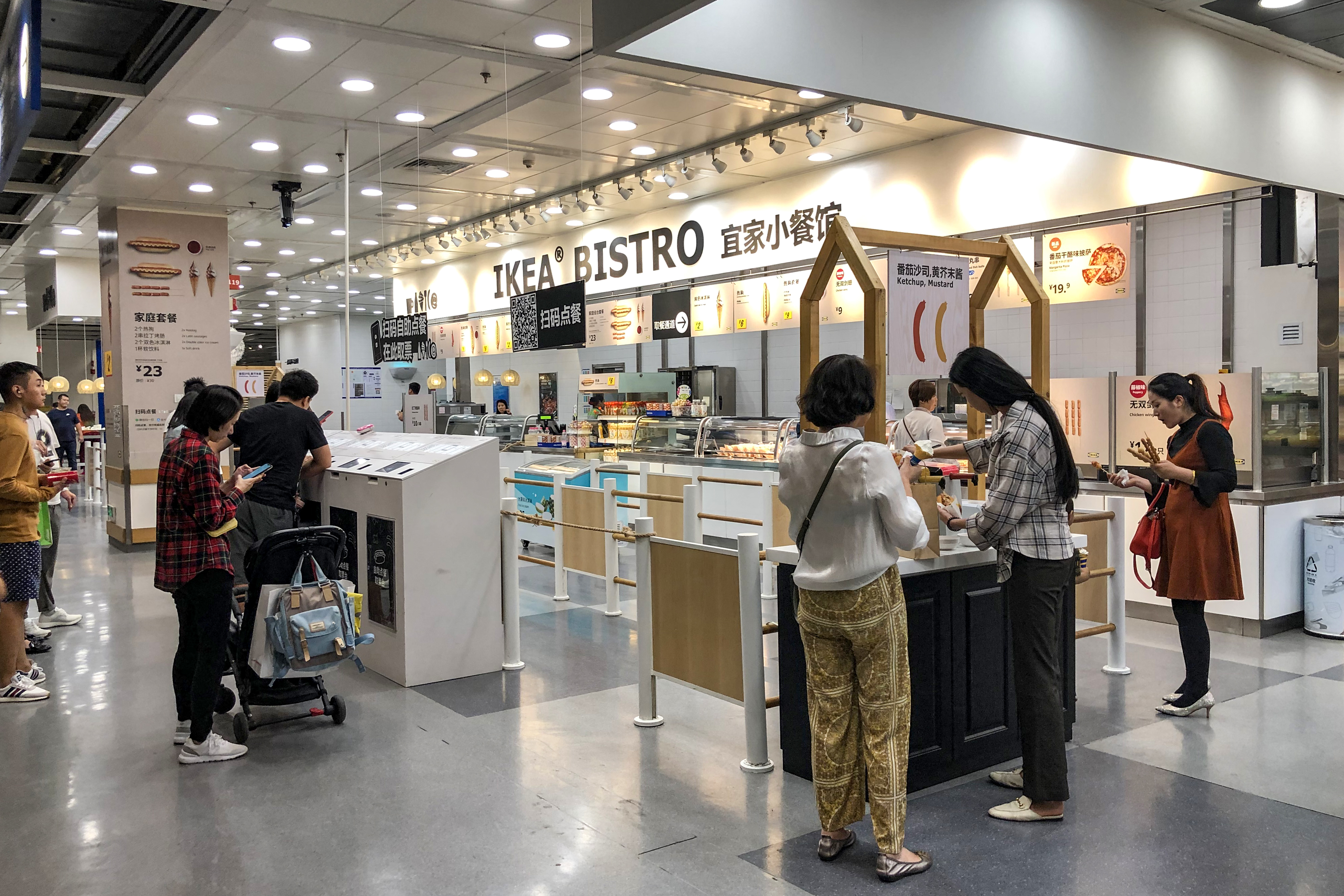
设于收银台对面的宜家小餐馆

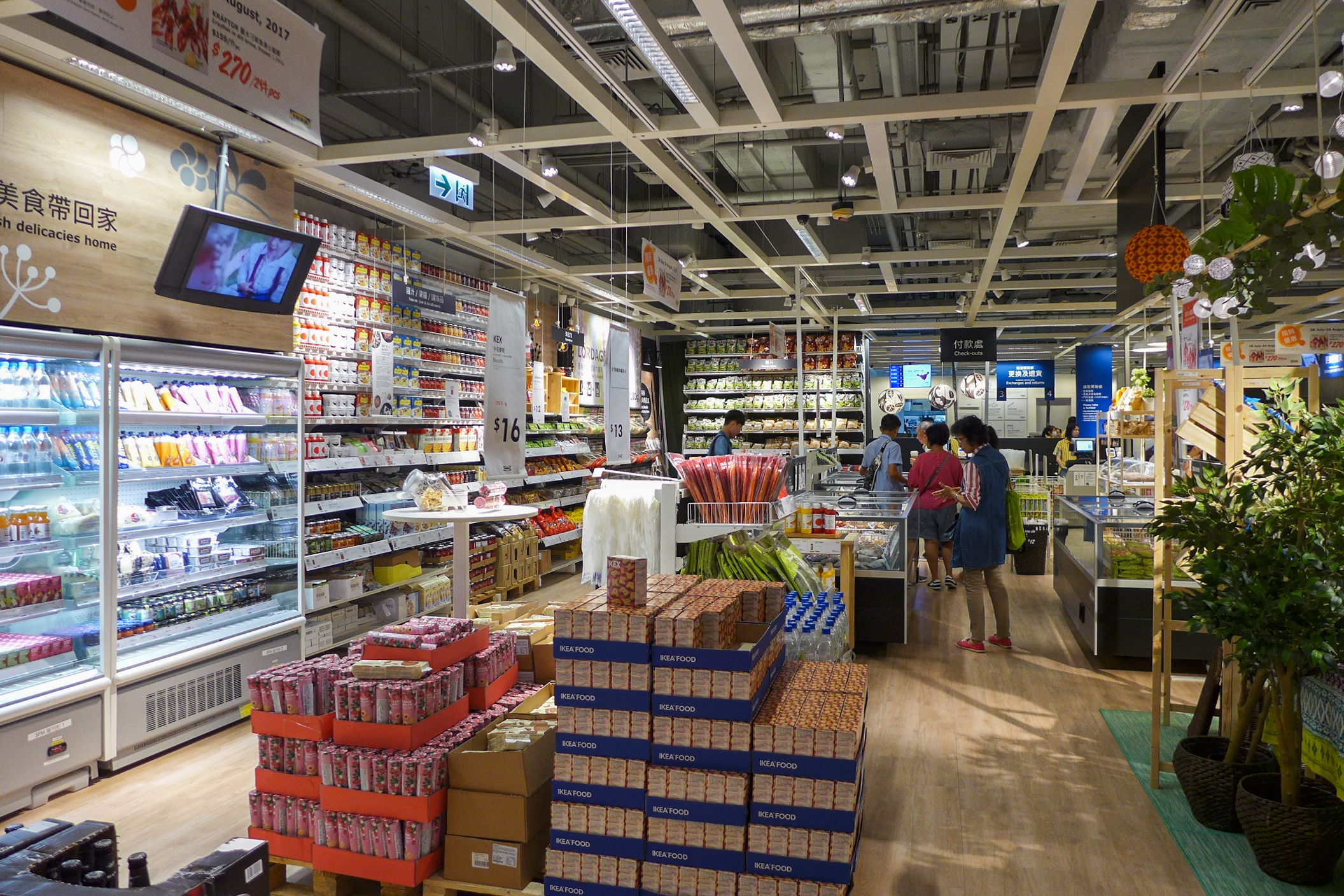
宜家瑞典食品超市

過去的宜家家居賣場外觀通常都是一個非常大的藍色盒子加上少許的窗戶，外觀通常有醒目的廣告與黃色宜家標誌。它們的內部設計通常都是一條強制單行的動線，有如遊樂園或展出一般。消費者必須穿越過幾乎整間賣場所有的區域才有辦法到達收銀台。例如2006年落成的台灣新北市新莊店，就必需先至4樓進入賣場，再依循動線循序下樓、經過各展示間(showroom)，才能抵達位於1樓的收銀台。而香港沙田HomeSquare分店由於位於商場內，面積較少而比較方便，顧客只需從扶手電梯6樓入口經過，再經扶手電梯至5樓，經過展示間後抵達5樓出口，但路程迂迴曲折。近年來出現規模較小的城市店，主要提供商品販售及部份展示，與一般分店有眾多展示間有所不同。
動線的規劃首先會通過家具樣品展示區與家飾用品區；接下來是自助倉儲區，如果大家在先前樣品展示區有喜歡的家具，就可以在自助倉儲拿到沒有組裝過的平整包裝；最後是收銀台。
這種動線設計的優點在於能夠讓消費者接觸到他們可能原先並沒有想要尋找的商品。而缺點則是對那些已經知道他們想要買的商品是什麼，並且只希望趕快抵達自助倉儲區的消費者來說，這樣的動線會造成不便。
最近在某些賣場中會在不同的區域之間設置捷徑，對於熟悉的人來說，這讓有需要的人能夠更快速地穿越賣場。不過，儘管這些捷徑會在賣場地圖上面標示出來，它們通常都不太顯眼，以使那些沒有經驗的消費者容易忽視掉捷徑，從而走完全部的動線。
原始的設計通常會將樣品展示區與家庭用品區放在賣場的上層，而自助倉儲區則放在賣場的下層，如北京的「IKEA四元桥新店」。不過有些賣場是只有一層樓的平房式店面，如英國的「IKEA利兹店」。而台灣的「IKEA敦北店」則是位於地下室，樣品展示區位於地下二樓，家飾用品區和倉庫區位於地下一樓。有些賣場擁有獨立分開的自助倉儲來存放較大型或者比較不受歡迎的平整包裝，好減少消費區自助倉儲區的大小，並且讓更多的商品能夠同時展示出來。然而，這偶爾導致了消費者在缺少店員的指示下找不到他們已經在收銀台付過帳的商品，並且讓大家有一種必須排兩次隊伍的感覺（一次在收銀台，另一次則在外部倉庫），現在的數位化系統則改進了這樣的問題，並能提供網購到家組裝服務。
同時，許多賣場設有大型餐廳，經營飲食業同時是其重要收入來源之一，菜單除得當地的在地化食材，也專門供應典型的瑞典食品和飲料。餐廳區通常是整間賣場裡面唯一擁有大窗戶的地方（除了室外用品區）。在瑞典以外的餐廳有時候會附設迷你商品店，這個區域稱作美食小棧，同樣有販賣簡單的零嘴速食，冰淇淋、北歐酒等，結合販賣瑞典製與瑞典風格的雜貨。

## 交通問題
就像所有的大賣場一樣，宜家家居吸引的消費者來自於範圍非常廣大的地區。在美國由於宜家家居的商品被視為迷人且具有異國情調，因此它們經常吸引來自於其他州的消費者。於是那些少數有宜家家居進駐的美國城市，一方面欣喜於隨之增加的稅收，另一方面卻也困擾於隨之增加的交通擁塞問題。
比如，1999年位於加州埃默里维尔的宜家家居賣場開幕時，交通狀況嚴重到絕大部分的信號燈根本發揮不了作用，警察被迫要在三個月內每天指揮交通；2004年亞利桑那州坦佩的宜家家居開幕後，10号州际公路上的交通堵塞太嚴重，以致亞利桑那的公共安全部必須關閉最近賣場的一個交流道，好讓交通可以通過鄰近的交流道來疏通。

## 分店

### 瑞典海外

#### 中國大陸

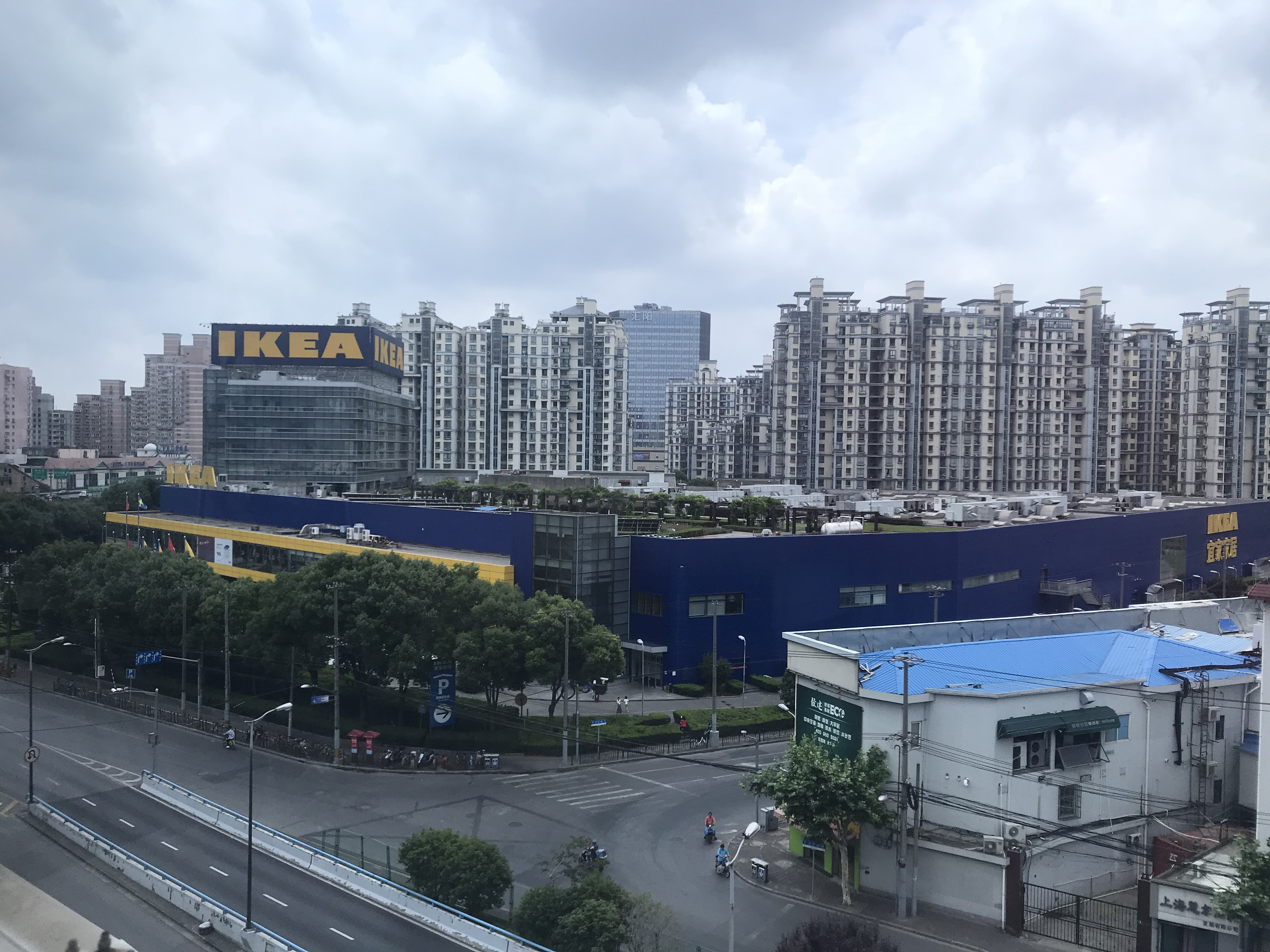
宜家家居上海徐汇商场，此为中国大陆第一家宜家商场

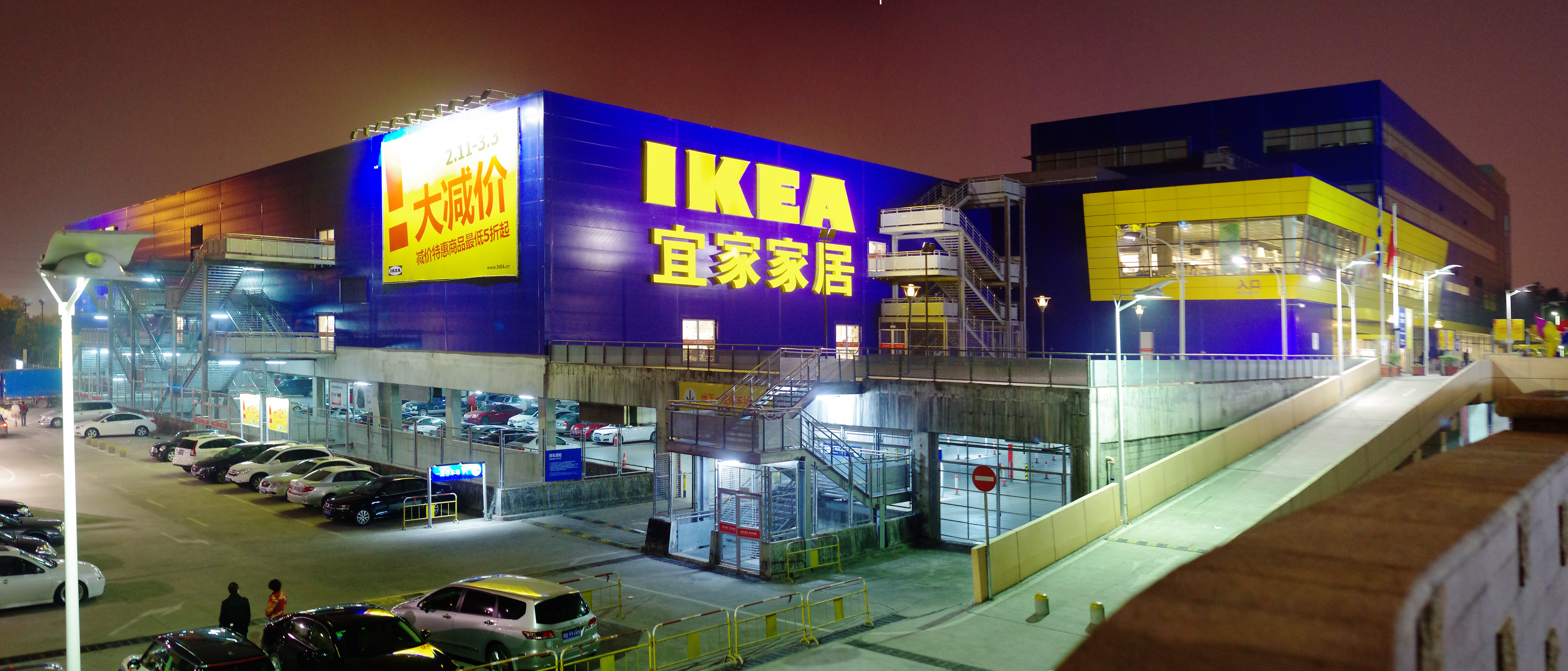
宜家家居深出11南山商场

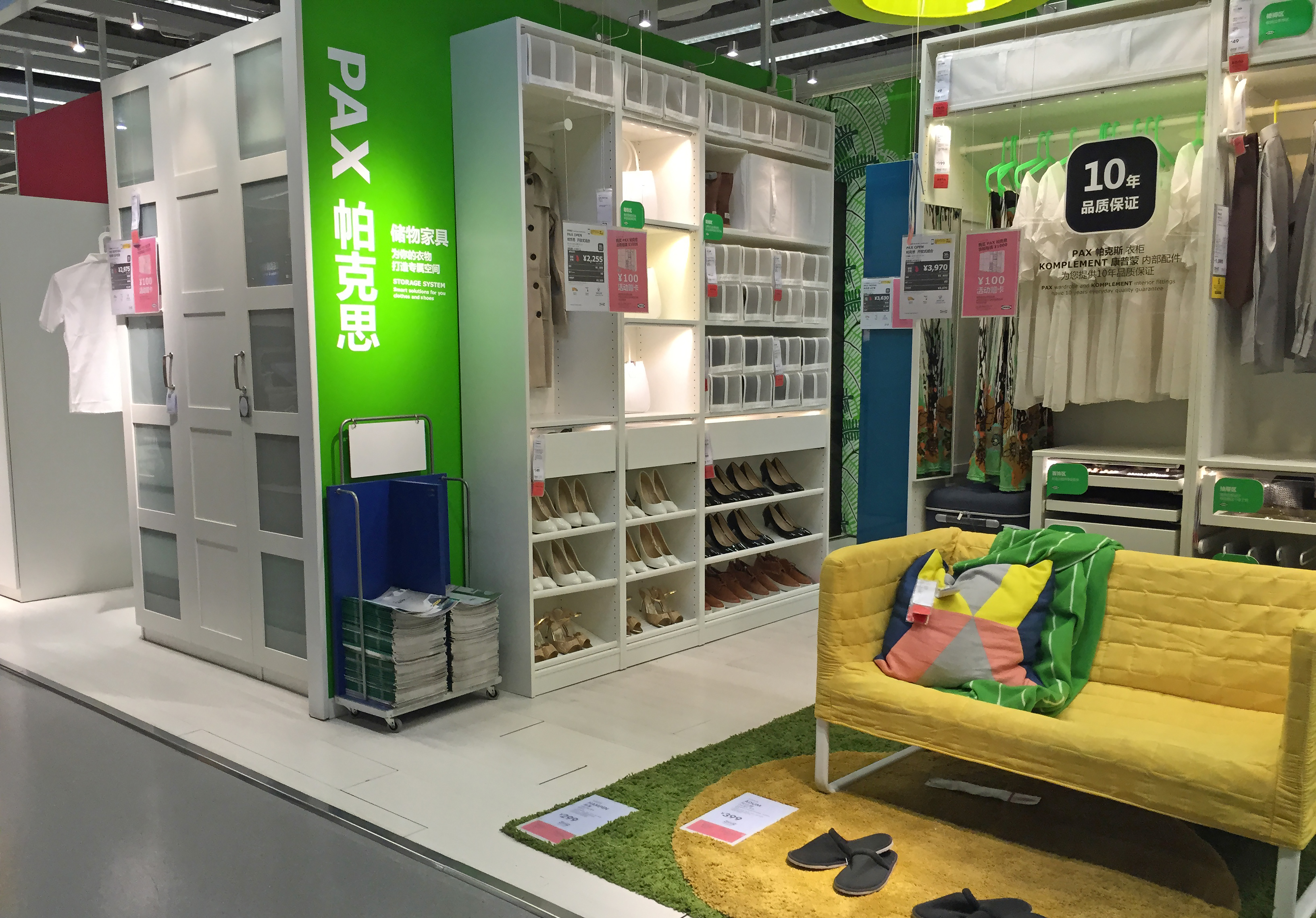
宜家北京西红门商场内的家具展示

截至2024年9月，宜家家居在中國大陸的上海、重庆、天津、北京、南京、西安、广州、成都、深圳、大连、沈阳、无锡、宁波、武汉、杭州、苏州、佛山、南通、哈尔滨、济南、青岛、徐州、郑州、长沙、福州、南宁、昆明和合肥等地共設有36家分店。除上述分店外，宜家在温州和北京设有体验中心，在深圳设有一间设计订购中心。
1973年，宜家家居在中国大陆采购商品销往欧洲市场。
1993年，宜家家居在中国大陆设立采购办公室，大量采购中国商品并销往世界。
1997年，宜家家居在北京设立宜家中国大陆零售办公室并开始小范围在中国大陆市场销售。
1998年，中国大陆第一个宜家家居商场——宜家徐汇商场在上海徐汇区开业，2003年4月搬到漕溪北路。
1999年1月13日，宜家北京马甸商场开业。
2005年10月12日，宜家广州商场在天河区广州东站旁的天誉花园开幕，开幕当日及后连续多日商场日均人流量超过了兩万，为此，广州店以“为了保证大家的安全”为由，对进场人流採取了限制措施。有部分广州市民指排了半个小时队也无法进场，而开车前往的市民亦难以找到停车位。
2006年4月10日，宜家北京四元桥商场揭幕開張，原马甸商场同时关闭（次年转租予国美电器）。宜家北京四元桥商场营业面积为5万平方米，这也是迄今为止中国最大的商场。
2006年11月29日，宜家成都高新商场开业，营业面积2.66万平方米。这是宜家家居在中国西部的第一家专卖店。
2008年4月16日，宜家深圳商场在深圳南山区开业，成为南山区欧洲城的领军商家。
2008年8月28日，宜家南京商场在南京市秦淮区卡子门广场东侧开业。宜家南京商场地上共3层，营业面积超过30,000平方米。
2009年2月19日，宜家大连商场在大连市香炉礁正式开业。宜家大连商场营业面积约41,000平方米。
2010年5月20日，宜家沈阳商场在沈阳市铁西区正式开业。
2011年6月23日，宜家上海北蔡商场在上海市浦东新区开业，上海成为中国大陆首座同时拥有两家宜家商场的城市，商场营业面积达49,400平方米。
2012年2月10日，宜家天津东丽商场在天津市东丽区正式开业，营业面积为45,736平方米。
2012年6月6日，宜家无锡商场在无锡市锡山区正式开业，商场营业面积达49,117平方米。
2013年7月17日，宜家宁波商场在宁波市鄞州区正式開幕，营业面积47,505平方米。
2013年8月15日，宜家上海寶山商場在上海市寶山區正式開幕，上海成为亚洲首座拥有3家宜家商场的城市。宜家宝山商场营业面积达3.5万平方米，成为宜家在中国大陆的首座多层（4层）商场，高达33米的商场和与之相连的7层楼高的半开敞式停车场均由钢结构建造而成。
2013年11月7日，宜家北京大兴区西红门商场于11月7日正式开业。这是宜家在北京的第二家商场，也是宜家在中国大陆开设的第二座多层（4层）商场。
2014年3月27日，宜家重庆商场开业。这是宜家在重庆的首家商场，也是宜家在中国大陆开设的第十五家商场。重庆商场分为地上三层，地下一层，营业面积达45,348平方米。
2014年9月17日，宜家武汉商场正式开业，位于武汉市硚口区张毕湖路2号，营业面积4.6万平方米，并与宜家家居旗下的荟聚中心合建。这是华中地区首家宜家门店。值得一提的是，与宜家家居配套的轨道交通1号线竹叶海站于同日投入使用。
2015年6月25日，宜家杭州商场开业，位于杭州余杭区乔司街道乔莫西路5号，杭州地铁1号线乔司站B出口附近。这是杭州首家宜家商场，也是浙江第二家宜家商场。宜家杭州商场营业面积4.3万平方米。
2015年8月27日，宜家西安未央商场开业，位于西安沣东新城三桥立交西南角，西安地铁1号线皂河站C出口附近。这是西安首家宜家商场，也是中国西北地区首家宜家商场。
2016年3月24日，宜家成都成华商场开业，营业面积3.7万平方米。成都成为同时拥有两家宜家家居的城市。
2016年5月25日，宜家温州体验中心开业，该店位于温州市瓯海区华润万象城1层，为宜家在中国大陆的首间订货体验中心，现场只售卖小件家居商品，其日常管理及大件家具发货业务由宁波商场负责。
2016年6月29日，宜家苏州商场开业，位于苏州市高新区浒墅关镇城际路（邻近苏州新区站和永旺梦乐城），正在建设中的苏州轨道交通3号线和苏州高新区有轨电车2号线与其连接。这是苏州首家宜家商场，也是江苏第三家宜家商场。
2016年8月25日，宜家佛山商场开业，位于佛山市南海区桂城街道桂澜北路18号（地铁千灯湖站B出口）。这是佛山首家宜家商场，也是广东第三家宜家商场。
2017年3月23日，宜家北京五棵松体验中心开业，该中心位于北京市海淀区华熙LIVE·五棵松南区商业内，为宜家中国大陆的第二间体验中心，其日常管理及大件家具发货业务由北京西红门商场负责。
2017年5月18日，宜家南通商场开业，位于南通市港闸区黄海路66号。这是南通首家宜家商场，也是江苏第四家宜家商场，江苏也由此成为拥有宜家门店最多的省份。
2017年7月6日，宜家哈尔滨商场开业，位于哈尔滨市南岗区复旦街48号，哈尔滨地铁3号线哈西大街站3a出口，这是哈尔滨首家宜家商场，也是黑龙江省首家宜家商场。
2017年8月21日，宜家济南商场开业，位于济南市槐荫区烟台路121号，这是济南首家宜家商场，也是山东省首家宜家商场。
2018年2月8日，宜家广州番禺商场开业，地点位于番禺区东艺路139号-15。
2018年11月29日，宜家徐州商场开业，地点位于徐州经济技术开发区和平路128号（和平大道与汉源大道交叉口，徐州地铁1号线乔家湖站2号出口）。
2019年6月27日，宜家天津中北商场开业，地点位于西青区中北镇万卉路7号。
2019年7月，有广州媒体报道，宜家天河商场将于同年8月份搬至位于黄埔大道东663号的美林天地购物中心（5号线三溪站附近），该商圈内也预留地块给山姆会员商店使用。后宜家家居宣布天河商场于同年8月28日搬至新址，旧址于8月24日停业。
2019年8月29日，宜家郑州商场开业，地点位于惠济区北三环长兴路2号，近郑州地铁3号线王砦站A出口，是河南省首家宜家商场。开业一个小时后，店内的最高人流超过8万。
2019年10月24日，宜家贵阳商场开业，地点位于观山湖区金清大道2号，贵阳地铁2号线金阳南路站A出口，整体营业面积33,000多平方米，是贵州省首家宜家商场。但宜家在2022年3月1日宣布，贵阳商场将于2022年4月1日起关闭，在贵阳地区只保留线上业务且“不再保留线下顾客触点”，这是宜家家居在中国大陆地区首次因店面搬迁之外的原因关闭的门店。
2019年11月28日，宜家长沙商场开业，地址位于岳麓区洋湖路253号长沙荟聚（洋湖湿地公园附近，长沙地铁3号线洋湖湿地站3号出口），是湖南省首家宜家商场。
2020年1月30日，因应2019冠状病毒病疫情，宜家家居在中国大陆的各门店暂停营业，3月1日起部分门店逐步恢复营业。
2020年3月1日，宜家上海杨浦商场正式开业，这是中国第一家宜家体验式小型商场，同时上海成为中国大陆首座拥有4家宜家商场的城市。然而，宜家于2022年6月13日宣布，上海杨浦商场将于同年7月初（具体日期为7月7日）正式关闭，这是宜家2022年在中国关闭的第二间商场。同时，针对各界质疑，宜家中国表示三个月内关闭两间商场“是宜家中国转型计划的一部分，也是零售行业正常且常见的商业行为”。
2020年7月23日，宜家全球首家城市店（IKEA City）在上海静安寺附近开业，成为上海市内第5个宜家商场。但宜家于2023年7月13日发布新闻通稿，称宜家静安城市店“作为实验店，已经基本完成了现阶段的任务”，同时宜家在对上海市场总体布局以及静安城市店的长期可行性进行全面评估后，决定结束静安城市店的试点，并计划于2023年年底停止运营上海静安商场。最终，宜家静安城市店于2023年12月20日营业结束后结业。
2020年8月13日，宜家青岛商场正式开业，位于崂山区深圳路100号，近辽阳东路地铁站B出口。这是中國大陸第33家宜家商场。但在开业前一天有顾客因停车问题与商场保安发生争执。
2020年12月17日，宜家福州商场正式开业，地點位于晋安区福马路788号（地铁2号线上洋站E2出口），这是福建省首家宜家门店，也是中國大陸第34家宜家商场。
2021年4月，宜家上海徐汇商场开启升级改造，并于8月12日作为宜家全球首个“未来家体验空间”全新亮相。
2021年8月26日，宜家南宁商场正式开业，位于良庆区平乐大道12号，即轨道交通3号线广西规划馆站附近，这是中國大陸第35家宜家商场，也是首个开设于少數民族自治区的宜家商场。
2021年10月28日，宜家昆明商场开业，该店位于五华区王筇路168号，是云南省首家宜家商场。
2022年12月15日，宜家合肥商场正式开业，位于庐阳区蒙城北路129号（与临泉路交口西北角）合肥荟聚，合肥地铁3号线/5号线海棠站。
2024年4月18日，宜家西安雁塔商场开业，位于雁塔区沈家桥一路和西部大道交汇处西安荟聚，西安成为中国大陆第五座拥有两家（及以上）宜家商场的城市。
2024年5月26日，宜家设计订购中心（深圳罗湖店）开业，该店位于深圳罗湖区万象食家商场内（地铁7号线笋岗站A口旁），是宜家在中国大陆的第一间设计订购中心，主要提供全屋设计及装修咨询服务，同时设置售卖冰激凌、热狗等食物的瑞典风味美食站。
2024年9月26日，宜家上海临空商场开业，位于长宁区临空经济示范区金钟路788号上海荟聚，地铁2号线淞虹路站5号口附近设有地下通道可通往本商场。
2025年6月19日，宜家深圳宝安商场开业，位于宝安区海城路3号大仟里购物中心L268-L269。1号线坪洲站A出口可直达本商场。

#### 香港
香港分店1975年由怡和旗下的牛奶公司引入作特許經營，中文名稱為「宜家傢俬」。香港首家宜家傢俬於1975年進駐尖沙咀漆咸道，到1979年尖沙咀分店曾搬遷至廣東道，直至1989年再搬遷到力寶太陽廣場。1977年位於黃竹坑黃竹坑道52號合隆工業工廈開設第二分店（當時被稱為香港仔門市部）。1983年於太古城中心開設第四分店。到1985年位於灣仔告士打道（捷利中心前身）的分店開業，直至1993年搬遷至銅鑼灣柏寧酒店地庫全層。1987年位於沙田禾輋廣場的分店開業。 1995年位於太子始創中心的分店開業（2005年結業）。1997年位於沙田新城市中央廣場的分店開業。2010年8月23日起，「宜家傢俬」改稱「宜家家居」，宜家指公司不止賣傢俬，還有家居設計靈感及理念，而其餐飲業務（大埔規劃及訂購中心、西灣河提貨中心及兩間IKEA Close to you不設餐廳）亦備受顧客歡迎。
宜家目前在香港有4家主要分店（沙田、铜锣湾、九龙湾、荃灣）、7家小型分店（包括大埔、尖沙咀、太古及坑口四間規劃及訂購中心，愉景灣及奧運兩間Close to you，西灣河提貨中心及特價部），另外設有一間货仓（三號貨櫃碼頭）。其中1997年10月開業的沙田店（位於HomeSquare）曾經是香港宜家最大的分店，現在則由位於2010年6月29日開業的九龍灣MegaBox分店（取代德福廣場分店）面積達15萬方呎）。2017年，宜家重返荃灣（宜家曾在荃灣廣場設有分店，1992年開業，2005年結業），於中國染廠大廈8咪半商場開設第4間分店，10月11日開幕。宜家家居在香港頗受歡迎，2009年收入達2.574億美元。
2014年12月12日，宜家續租柏寧酒店地庫分店，加幅約2成，最新月租為646.9萬元，租期至2022年3月。
2016年11月23日，宜家首個香港提貨中心，港島東提貨中心正式開幕，提貨中心位於西灣河興東邨興東商場地下11號舖，佔地逾9,300平方呎。
2021年8月，宜家大埔超級城規劃及訂購中心開幕，較其餘4間正規分店為細。
2021年10月1日，愉景北商場Market Place內的小型分店IKEA Close to you開幕。
2022年5月，宜家在尖沙咀河內道18號K11購物藝術館購物藝術館地庫2樓開設第二間規劃及訂購中心，佔地15000呎，設有家居區域、家居規劃中心及瑞典美食站等，該中心於同年8月1日試業，並於8月12日正式開幕。
2023年7月19日，奧海城Market Place內的Close to You開幕，這是宜家在香港的第二間Close to You小型門店。
2023年6月，宜家在鰂魚涌太古城中心地下020A及1樓104-105號舖開設第三間規劃及訂購中心，佔地超過一萬呎，設有家居區域、家居規劃中心及瑞典美食站等，該中心於同年8月11日開幕。值得一提的是，宜家曾在1983年於該商場開設分店，這次可以說是以另一方式重返該商場。
2023年12月15日，宜家坑口規劃及訂購中心開幕，該中心位於坑口東港城L2樓221號舖，佔地近9,500呎，為宜家香港的第四間規劃及訂購中心。

#### 澳門
2012年，宜家家居在澳門慕拉士大馬路的提貨中心開業，澳門顧客可前往香港分店購物或網上訂購，再運送至澳門的提貨中心。
2016年4月，宜家家居為了提升顧客服務，將提貨中心遷移至澳門旅遊塔2樓，佔地超過3,000尺的寬敞空間。因宜家家居已開設澳門分店，澳門旅遊塔提貨中心於2023年12月27日起終止服務，所有提貨服務全部被遷移至宜家澳門分店。
根據香港蘋果日報報導，宜家家居香港分店於2018年進行裁員，有消息指出九龍灣副店長已調任澳門分店店長，並有30名員工被調往澳門分店工作，澳門分店計劃於2020上半年正式營業，地點為氹仔星皓廣場，4月23日正式開幕。

#### 印度尼西亞
2012年5月9日牛奶國際控股有限公司被授予在印度尼西亞宜家家居經營權。
2014年10月15日印尼首間宜家家居店於雅加達以西的丹格朗(Tangerang) 絲綢大自然(Alam Sutera)開幕。
2019年11月28日第二間店於茂物(Bogor) 冼都(Sentul City)開幕。
2021年3月28日印尼宜家家居第三間店於西爪哇萬隆(Bandung) 帕拉延甘新城(Kota Baru Parahyangan)開幕，本店為雅加達巨型都市(Jabodetabek)市外之首家店。
2021年9月16日第四間店於雅加達花園城(Garden City)開幕，本店為雅加達市區開幕之首家店。
2021年11月18日第五間店於峇里島庫塔(Kuta)開幕，本店為爪哇島外開幕之首家店。
2022年4月22日第六間店於雅加達蘭花園商場(Mall Taman Anggrek)開幕，本店為雅加達市區開幕的第二家店。
2022年12月15日第七店於泗水Ciputra World Surabaya購物中心開幕，本店為東爪哇之首家店。
截至2023年08月，宜家家居全印尼具有7間分店以及22個提貨點。

#### 新加坡
截至2021年5月，宜家家居在女皇鎮(Queenstown)，淡濱尼(Tampines)和裕廊東Jem購物中心，共有3間分店。

#### 馬來西亞
1996年，第一間宜家家居店在雪蘭莪州八打靈再也(Petaling Jaya)的萬達廣場開業。
2003年，宜家家居店搬遷至距離萬達廣場兩公里的珍珠白沙羅商圈(Mutiara Damansara)營業，新店面積約27,000平方米（29萬平方英尺），曾是亞洲最大型的分店和業務批發中心。
2015年在吉隆坡東南方的蕉賴馬魯里(Maluri)開設第二間分店，店面積約42,000平方米（約45萬平方英尺），是全馬來西亞最大的分店。
2017年尾在柔佛新山北部的地不佬宏藝花園(Desa Tebrau)開設第三間分店，店面積約46,713平方米（約50萬平方英尺），是東南亞第二大的分店。
2019年3月14日於檳城威省峇都交灣桂花城(Bandar Cassia)里的Aspen Vision City開設北馬區第一間分店，店面積約43,600平方米，略小於地不佬分店。

#### 日本
1974年，位於千葉縣船橋市的首間分店開幕，隨後兵庫縣門市開幕，但最後於1986年退出日本市場。2006年4月24日重返日本並於千葉縣船橋市濱町2丁目的店铺開業。
2024年4月止，IKEA在日本共有13家店铺营业，分别是：
- IKEA Tokyo-Bay（舊：IKEA船橋。千葉縣船橋市，2006年）
- IKEA港北（神奈川縣横濱市，2006年）
- IKEA神户（兵庫縣神户市，2008年）
- IKEA鹤濱（大阪府大阪市，2008年）
- IKEA新三鄉（埼玉縣三鄉市，2008年）
- IKEA福岡新宫（福岡縣糟屋郡新宮町，2012年）
- IKEA立川（東京都立川市，2014年）
- IKEA仙台（宮城縣仙台市，2014年）
- IKEA長久手（愛知縣長久手市，2017年）
- IKEA原宿（東京都澀谷區，2020年）
- IKEA澀谷（東京都澀谷區，2020年）
- IKEA新宿（東京都新宿區，2021年）
- IKEA前橋（群馬縣前橋市，2024年）

另有39家商品取貨中心，主要設於中小型都市圈。

#### 臺灣
臺灣宜家家居成立於1994年，由怡和洋行取得經營權，其第一家分店位於原永琦百貨敦南館（現為遠東SOGO敦化館）的地下層，但該店已於2004年結束營業。
2002年經營權轉由旗下關係企業牛奶集團（現為DFI零售集團），過去分店都設立於2014年底後形成的六個直轄市，台南市為唯一沒有分店的直轄市。2022年首設點於嘉義市，成為唯一一個非直轄市區域分店，另外在新竹縣竹北市設有訂購取貨中心，提供更省時的方式購買到宜家家居的商品。
曾在2015年11月於台南市東區台南文化創意產業園區設立為期一年的特展、2018年12月於台北市大安區通化夜市、台中市西屯區逢甲夜市設立全球首見的快閃性質百元商店，2021年9月於嘉義市東區文化公園設立全球第一間以貨櫃屋組合而成的快閃性質行動商店（配合2021台灣設計展）。

##### 現有分店
| 縣市   | 分店名稱          | 圖片 | 地址                                                         | 開幕           | 備註 |
| 台北市 | 台北城市店-小巨蛋 |      | 台北市松山區敦化北路100號B1                                  | 2021年11月30日 | 敦北店原址，是台灣首間城市店，改裝後面積縮減為1,800坪，但餐廳座位變多，商場內部主打家飾商品，以展示牆取代展示間，並首創自助點餐機台與現場美食教學。鄰近台北捷運台北小巨蛋站。 |
| 台北市 | 內湖店            |      | 台北市內湖區舊宗路一段128號                                  | 2021年4月28日  | 原大潤發內湖一店，面積6,200坪，一樓與大潤發鮮食集共構。大眾運輸最快到達方式是從松山車站轉乘公車至舊宗路量販商圈。鄰近家樂福內湖店、大潤發內湖店、好市多內湖店、迪卡儂內湖旗艦店、特力家居台北傢俱館。2023年5月20日，全聯福利中心內湖舊宗店進駐一樓開幕。 |
| 新北市 | 新莊店            |      | 新北市新莊區中正路1號                                        | 2006年4月28日  | 面積8,200坪，有將近47間不同風格的展示間，展出6,500種以上的家具家飾商品，並備有650個汽機車停車位。鄰近台北捷運頭前庄站、金陵女中、家樂福重新店、UNIQLO新莊店。 |
| 新北市 | 新店店            |      | 新北市新店區中央路159號4樓 (小碧潭捷運站旁) 開車導航至停車場 | 2019年5月16日  | 與台北捷運小碧潭站共構，面積6,600坪。 |
| 桃園市 | 桃園店            |      | 桃園市中壢區青埔里高鐵站前東路一段1號                        | 2020年7月23日  | 為第二代桃園店，位於高鐵桃園站（含捷運站）斜對面，面積超過9,000坪，有46間展示間提供消費者各種風格和居住型態的佈置靈感。1F及B1改裝中將設大全聯量販。鄰近華泰名品城、置地廣場 桃園。 |
| 新竹縣 | 新竹取貨中心      |      | 新竹縣竹北市中正東路98號                                     |                | 位於竹北市，提供顧客現場訂購或網路下單傢俱，預約物流取貨。現場陳列小型傢俱與小配件。 |
| 臺中市 | 臺中店            |      | 台中市南屯區向上路二段168號                                  | 2013年9月5日   | 面積超過11,000坪，為臺灣最大分店，展示超過8,500項的家具家飾商品，還有67間展示間與多個完整的居家空間展示，提供消費者各種風格和居住型態的佈置靈感。鄰近台中捷運文心森林公園站。為國泰人壽保險股份有限公司開發之「市81公有市場用地BOT案」，由IKEA宜家家居承租，特許年期自2012年5月23日至2042年5月22日止，合計30年。2025年5月9日，LOPIA超市進駐一樓開幕。                           |
| 嘉義市 | 嘉義城市店        |      | 嘉義市西區博愛路二段281號                                    | 2022年12月26日 | 位於大潤發嘉義店內，未來2026年鐵路高架化後將成為市中心商圈，亦為全球首家採店中店模式，面積約600坪，結帳櫃檯採與大潤發賣場共用（即大潤發商品與宜家家居商品共同結帳），大型家具及部分商品採店內訂購後原店取貨或配送，並且提供美食小站服務，但目前暫無規劃瑞典餐廳，為目前臺灣分店中坪數最小分店。鄰近臺鐵嘉義站（含轉運站）、家樂福嘉義店、嘉義市立美術館、嘉義文化創意產業園區。 |
| 高雄市 | 高雄店            |      | 高雄市前鎮區中華五路1201號                                   | 2006年11月1日  | 家樂福成功店隔壁，面積超過7,000坪，設有將近70間不同風格的展示間，展出6,500種以上的家具家飾商品，並備有1,200個汽機車停車位。鄰近高雄捷運獅甲站及高雄輕軌軟體園區站、好市多高雄店、MLD台鋁生活商場。 |

##### 歇業分店
| 縣市   | 行政區 | 分店名稱 | 開幕           | 結束          | 備註 |
| 台北市 | 大安區 | 敦南店   | 1994年12月17日 | 2001年9月2日  | 太平洋SOGO百貨敦南店地下層，鄰近台北捷運忠孝敦化站。 |
| 台北市 | 松山區 | 敦北店   | 1998年9月      | 2021年4月26日 | 台北小巨蛋正對面，鄰近台北捷運台北小巨蛋站；面積4,500坪，當時為亞洲最大分店，並遷至內湖店。有分析指出原因為市中心無法符合其近期開大型商場的策略。然而敦北店原址後於2021年11月30日，開設店面面積減半的城市店形式，也是台灣首間城市店。 |
| 桃園市 | 桃園區 | 舊桃園店 | 2004年12月18日 | 2020年7月22日 | 為第一代桃園店，結束營業後遷至中壢區青埔現址。鄰近愛買桃園店、桃園市立武陵高中。 |

#### 南韓
韓國首間宜家家居光明店於2014年12月18日開業。截至目前為止，宜家家居在韓國共有4間分店，另外預計在2024年於首爾江東區開設新分店。
分店資訊如下：
- 光明店，位於京畿道光明市，2014年12月18日開業，鄰近首都圈電鐵1號線光明站。
- 高陽店，位於京畿道高陽市德陽區，2017年10月19日開業。
- 器興店，位於京畿道龍仁市器興區（朝鲜语：기흥구），2019年12月12日開業。
- 東釜山店，位於釜山廣域市機張郡機張邑，2020年2月13日開業，鄰近東海線電鐵東釜山旅遊區站。

#### 菲律宾
菲律賓首間宜家家居店於2021年11月25日開業，位於馬尼拉SM亞洲購物中心(SM Mall of Asia)旁，占地730,000平方呎（约67819平米），相當於150座籃球場。

## 相关事件
2016年6月29日，宜家“MALM”（马尔姆）系列床头柜及橱柜，因家具倾倒而压倒并致死6名儿童，存在安全风险，宜家官方宣布召回相关产品。而这些产品在中国大陆没有召回，原因是“产品符合中国标准”。后经国家质检总局约谈，宜家（中国）投资有限公司向国家质检总局提交了召回计划，决定从2016年7月12日起，在中国大陸市场上召回1999年至2016年期间销售的马尔姆等系列抽屉柜，计划召回1,660,845件。后来，宜家在官网称“防范家具倾倒的最好方法是把家具固定在墙壁上”，并为抽屉柜和梳妆台等配备约束装置。
2018年8月30日，因經營效率問題，IKEA首次決議關閉挪威三家測試服務中心。其原址50名員工，陸續移轉至其他單位繼續服務。
2021年1月21日，因收銀櫃台出現技術問題，香港IKEA全線分店及網上購物服務暫停營業，至22日才恢復正常營業，但網上購物服務仍在修復。IKEA承認，因業務伺服器於當日出現問題，實體店需要關門，網站也未能正常運作，已立即將受影響的伺服器作離線處理，並與其他伺服器進行隔離，並強調所有客戶資料均存儲於另一個完全獨立的平台及伺服器系統，並沒有證據顯示客戶資料被不恰當地查閲或使用。

## 相關節目
- 宜室宜居有辦法
- 宜室宜居·家添愛
- 宜家宅急變

## 暫停俄羅斯營運
2022年3月3日，因應俄羅斯入侵烏克蘭，IKEA聲明表示，「這場戰爭已經對人類造成巨大影響，也對供應鏈及貿易環境造成嚴重破壞，出於這些原因，IKEA決定暫停在俄羅斯的業務營運。在烏克蘭發生的毀滅性戰爭是一場人類悲劇，我們最深切的同情及關心，與受影響的數百萬人同在。」

## 外部連結
- IKEA（页面存档备份，存于） (各國語言)
- 宜家家居(中國)（页面存档备份，存于） （简体中文）（英文）
- 宜家家居(台灣)（页面存档备份，存于） （繁體中文）
  - 台灣公司資料 （页面存档备份，存于）
- 宜家家居（港澳）（页面存档备份，存于）（繁體中文）（英文）
- IKEA 新加坡（页面存档备份，存于） （英文）
- IKEA 日本（页面存档备份，存于） （日語）